# Anarta alpestris
Anarta alpestris là một loài bướm đêm trong họ Noctuidae.